# María Grande
María Grande is een plaats in het Argentijnse bestuurlijke gebied  Paraná in de provincie Entre Ríos. De plaats telt 7101 inwoners.
De oorsprong van de naam wordt toegeschreven aan María Garay, dochter van Juan de Garay (die de eerste Spaanse eigenaar van deze landen was).

## Geboren
- Milton Casco (11 april 1988), voetballer